# Josip Antonietti
Josip Antonietti (28. října 1832 Rab – 11. dubna 1898 Rab), byl rakouský politik chorvatské národnosti z Dalmácie, v 2. polovině 19. století poslanec Říšské rady.

## Biografie
Pocházel z bohaté rodiny. Byl politicky činný.
Zasedal jako poslanec Dalmatského zemského sněmu. Ten ho roku 1870 zvolil i za poslance Říšské rady (celostátního parlamentu), tehdy ještě nepřímo volené. Zemský sněm ho do vídeňského parlamentu delegoval opět roku 1871. Složil slib 29. prosince 1871. Zastupoval kurii venkovských obcí. Uspěl i v doplňovacích volbách v roce 1875, nyní za kurii nejvýše zdaněných v Dalmácii. Slib složil 30. listopadu 1875. V roce 1875 se uvádí jako Dr. Josef Antonietti, rada místodržitelství, bytem Zadar. Zastupoval Národní stranu, která se hlásila k slovanské myšlence a sounáležitosti s Chorvatskem a Slavonií. V roce 1873 ale podpořil v Říšské radě návrh zákona o přímých volbách do Říšské rady, který prosazovala německá centralistická liberální levice. V roce 1878 se uvádí jako člen poslaneckého klubu levého středu.
V roce 1883 by dán do penze. Tehdy působil jako dvorní rada při místodržitelstí v Zadaru. Český tisk jeho odchod z funkce označil za vynucený a měl souviset s ostře kritizovaným a následně odvolaným rozhodnutím o užívání němčiny u dalmatských soudů a úřadů, za nímž měl stát právě Antonietti. Národní listy naopak v roce 1884 Antoniettiho označují za oběť Jovanovičovy germanisace, kdy se do úředních postů v Dalmácii dosazují zchudlí němečtí šlechtici a vytlačují národně orientované místní úředníky. Antonietti z místodržitelství skutečně odcházel a hodlal se prý usadit v Římě a sepsat v italištině knihu o stavu jihoslovanských národů.
Zemřel v roce 1898 a v závěti odkázal městu Rab 100 000 zlatých na podporu chorvatského školství.